# Шаріф Абдур-Рахім
Шаріф Абдур-Рахім (англ. Shareef Abdur-Rahim; нар. 11 грудня 1976, Марієтта, штат Джорджія) — американський професійний баскетболіст, який виступав у Національній баскетбольній асоціації. Грав на позиції важкого форварда. Станом на 2014 рік працює помічником генерального менеджера клубу НБА «Сакраменто Кінґс», а також генеральним менеджером клубу Ліги розвитку НБА «Ріно Бігхорнс».
Абдур-Рахім проявив себе в баскетболі ще на шкільному рівні, 1995 року його включили в символічну збірну кращих баскетболістів США серед школярів. Один сезон він провів в Каліфорнійському університеті в Берклі, після чого пішов у НБА. 1996 року клуб «Ванкувер Ґріззліс» обрав його на драфті під третім номером і Абдур-Рахім на п'ять сезонів став його головною зіркою. У 2001 році «Ґріззліс» обміняли Абдур-Рахіма в «Атланту Гокс», де він продовжував бути одним із найкращих, пізніше виступав за «Портленд Трейл-Блейзерс» і «Сакраменто Кінґс». У складі збірної США перемагав на Олімпійських іграх 2000 року в Сіднеї. 2002 року взяв участь у своєму єдиному Матчі всіх зірок НБА. Через постійні травми правого коліна 22 вересня 2008 року Абдур-Рахім був змушений оголосити про свій відхід з баскетболу.

## Раннє життя
Шаріф Абдур-Рахім був найстаршим з дванадцяти дітей Аміни і Вілльяма Абдур-Рахімів. Абдур-Рахім, чиє перше ім'я означає «благородний», а друге — «слуга наймилосерднішого», є побожним мусульманином. Він цінує своїх батьків за їх керівний вплив на нього з дитинства і дякує їм за життєву філософію, яку вони прищепили йому: «пам'ятай, як ти прийшов до всіх своїм досягнень і залишайся скромним». З раннього дитинства він був оточений членами своєї родини, які грали в баскетбол. Його брат, Мухаммед, грав за збірну Детройтського університету, а молодший брат, Амір, за команду Південно-східного Луїзіанського університету. Сам Шаріф почав грати в баскетбол ще в старшій школі Джозефа Вілера Марієтта (штат Джорджія), де двічі удостоювався титулу «Містер баскетбол», а 1994 року допоміг команді завоювати чемпіонський титул штату. Тому ж року став членом молодіжної національної збірної США з баскетболу та взяв участь у чемпіонаті Америки з баскетболу серед учасників до 18 років.
Після закінчення школи Абдур-Рахім вступив до Каліфорнійського університету в Берклі, де його середній бал становив 3,5. В університеті він виступав за місцеву баскетбольну команду «Каліфорнія Голден Беарз», у складі якої в середньому за гру набирав 21 очко і робив 8,4 підбору. Шаріф став першим новачком в історії конференції Pac-10, який став за підсумками сезону гравцем року конференції і включеним у третю всеамериканську збірну за версією Ассошіейтед прес. Абдур-Рахім також встановив рекорд серед новачків за загальною кількістю набраних очок, середньою кількістю очок за гру, за забитими кидками та за штрафними кидками. Однак вже після року навчання він вирішив покинути університет і виставити свою кандидатуру на драфт НБА. Це рішення він оголосив 7 травня, пояснивши його тим, що хотів би допомагати фінансово своєї сім'ї. Але до кінця місяця він оголосив, що, порадившись з головним тренером Тодом Боузменом, вирішив залишитися в університеті і сконцентруватися на студентському баскетболі й здобутті освіти. «Я хочу побути ще трохи дитиною», — сказав він в інтерв'ю. Ближче ж до драфту Абдур-Рахім знову змінив своє рішення і оголосив, що буде брати участь у драфті.

## Кар'єра в НБА

### Ванкувер Гріззліс
Клуб «Ванкувер Ґріззліс» обрав Абдур-Рахіма на драфті НБА 1996 року під третім номером, відразу після Аллена Айверсона і Маркуса Кембі. Вже в дебютному сезоні він справив великий вплив на гру команди, ставши найрезультативнішим гравцем «Ґріззліс» і встановивши рекорд клубу за результативністю — 18,7 очка в середньому за гру. Він також робив по 6,9 підбору і віддавав по 2,2 передачі. У голосуванні за найкращого новачка посів третє місце, поступившись Айверсону з Філадельфії і Стефону Марбері (4-й номер драфту) з Міннесоти і був включений у першу збірну новачків. До кінця свого дебютного сезону він ставав лідером клубу за результативністю в 33-х, а за підбираннями у 23-х іграх.
В наступних кількох сезонах Абдур-Рахім залишався одним з головних гравців «Ґріззліс». У своєму другому сезоні в НБА він в середньому за гру набирав 22,3 очка, робив 7,1 підбору і 2,6 передачі, а в наступному сезоні поліпшив свої показники до 23 очок, 7,5 підбору і 3,4 передачі за гру. Попри хорошу гру Абдур-Рахіма, «Ґріззліс» залишалися одними з аутсайдерів Середньо-Західного дивізіону. 1999 року Шаріф продовжив контракт з клубом, згідно з яким він отримає 71 млн доларів протягом наступних шести років. У сезоні 2000/01 Абдур-Рахім четвертий сезон поспіль набирав у середньому за гру понад 20 очок і потрапив у двадцятку найкращих у 13 статистичних категоріях НБА. Одним з найбільш успішних для нього став матч проти «Індіани Пейсерз», який пройшов 1 грудня 2000 року, коли він у четвертій чверті набрав 20 очок.

### Атланта Гокс
27 червня 2001 року клуб «Атланта Гокс» уклав угоду з «Ґріззліс», вимінявши Абдур-Рахіма і Джамала Тінслі (27-й вибір драфту 2001 року) на Бревіна Найта, Лоренцена Райта і Пау Газоля (3-й вибір на драфті 2001 року). Цей обмін став одним з етапів дворічної перебудови «Гокс», а генеральний менеджер клубу з Атланти Піт Бебкок пояснив його бажанням роздобути талановитого гравця на наступні 5-6 років вже в це міжсезоння, відзначивши великий потенціал зростання у 24-річного Абдур-Рахіма. Шаріф повернувся у своє рідне місто, де приєднався до одного з найкращих гравців «Гокс» Джейсона Террі. Сезон 2001/02 Атланта завершила з результатом 33-49. Абдур-Рахім став найрезультативнішим гравцем команди, а в одній з ігор набрав 50 очок — найвищий показник у кар'єрі. За свої успіхи він був обраний для участі у матчі всіх зірок НБА.
Другий сезон за «Гокс» ознаменувався ще одним досягненням Абдур-Рахіма. 28 грудня 2002 року в грі проти «Вашингтон Візардс» він став шостим наймолодшим гравцем в історії НБА, який набрав 10 000-не очко у своїй кар'єрі. Попри те, що Гленн Робінсон, Джейсон Террі і Абдур-Рахім на трьох набирали в середньому за гру 57,9 очка, ставши найрезультативнішим тріо в сезоні 2002/03, «Гокс» знову не змогли потрапити в плей-оф. Шаріф у середньому за гру набирав 19,9 очка і робив 8,4 підбору, зігравши у 81-ній з 82-х ігор у сезоні. Наприкінці сезону генеральний менеджер «Атланти Гокс» Біллі Найт вирішив провести кардинальні зміни в команді, одним з яких став обмін Абдур-Рахіма.

### Портленд Трейл Блейзерс
9 лютого 2004 року Абдур-Рахім, Тео Ретліфф і Ден Діко були обміняні в «Портленд Трейл Блейзерс» на Рашида Воллеса і Веслі Персона. Однією з причин обміну стало бажання керівництва «Блейзерс» позбутися проблемних гравців і придбати трьох молодих баскетболістів з хорошою репутацією. З переходом в нову команду результативність Шаріфа значно знизилася і він у перших двох сезонах у середньому за гру набирав по 16,3 і 16,8 очка за гру. Наприкінці сезону 2004/05 Абдур-Рахім став вільним агентом.
У міжсезоння 2005 року він уклав контракт з клубом «Нью-Джерсі Нетс». Проте під час медичного обстеження у нього виявили тріщину в кістці ноги, в результаті чого угоду було призупинено до отримання результатів другого медичного обстеження. 7 серпня Абдур-Рахім заявив: «Я не думаю, що я хочу грати за „Нетс“». За його словами нога не була пошкоджена і він ніколи не пропускав ігри у зв'язку з травмами ноги. Через два дні керівництво «Нетс» оголосило про анулювання контракту.

### Сакраменто Кінгз
12 серпня 2005 року Абдур-Рахім як вільний агент підписав контракт з «Сакраменто Кінґс». У першому сезоні він вийшов у стартовому складі в 30-ти з 72-х ігор. У середньому за гру він набирав 16 очок, віддавав 3 передачі і робив 6,2 підбирання. У тому сезоні «Кінгз» зуміли вийти у плей-офф і Абдур-Рахім вперше у своїй кар'єрі дебютував в іграх плей-оф. Таким чином, він перервав рекордну для НБА серію ігор для гравця без участі в іграх плей-оф. У своєму другому сезоні в «Кінгз», Абдур-Рахім остаточно утвердився як шостий гравець команди. Його клуб не зміг повторити торішній успіх і не потрапив в ігри плей-оф, а Абдур-Рахім набирав у середньому за гру лише 9,9 очка. Сезон 2007/08 став останнім у кар'єрі Абдур-Рахіма. Він вийшов на майданчик лише в 6 іграх сезону і 22 вересня 2008 року через травму коліна був змушений оголосити про завершення своєї кар'єри. Вже наступного тижня його включили в тренерський штаб «Кінгз» як асистента тренера. 7 жовтня 2010 року Абдур-Рахім став асистентом генерального менеджера «Сакраменто Кінгз». 29 серпня 2013 року було оголошено, що Абдур-Рахім стане генеральним менеджером фарм-клубу «Кінгз» Ліги розвитку НБА «Ріно Бігхорнс» на сезон-2013/14 років.

## Виступи за національну збірну
До приходу в НБА Абдур-Рахім у складі збірної США взяв участь у відбірковому турнірі 1994 року на молодіжний чемпіонат, що проходив у Санта-Роса (Аргентина). На турнірі він в середньому за гру робив дабл-дабл: 16,8 очка і 10,1 підбору, ставши найрезультативнішим гравцем команди. Також робив 1,6 блок-шота за гру і допоміг збірній здобути 8 перемог, завоювати золоті медалі і кваліфікуватися на молодіжний чемпіонат світу з баскетболу. У травні 2005 року його включили до складу молодіжної збірної США для участі в щорічному турнірі Hoop Summit, де його команда обіграла збірну світу з рахунком 86:77.
2000 року його обрали для участі в літніх Олімпійських іграх в Сіднеї, замінивши травмованого Гранта Хілла. Для баскетболіста цей вибір виявився несподіваним, оскільки найбільш вірогідними претендентами на це місце були Кобі Браянт і Едді Джонс. Але комітет вирішив вибрати більш високого гравця. Його команда не програла жодного матчу, завершивши Олімпійські ігри з результатом 8-0, і виграла золоті медалі. На олімпіаді Абдур-Рахім в середньому за гру набирав по 6,4 очка і робив 3,3 підбирання, а точність його кидків з гри становила 54,8 %.

## Характеристика гравця
Шаріф Абдур-Рахім грав на позиціях як важкого, так і легкого форварда, добре граючи як у нападі, так і в захисті. Причому в атаці він міг вразити кільце з будь-якої дистанції: потрапити з-за триочкової лінії або з-під кільця забити зверху через суперника. Вже з перших сезонів в НБА він продемонстрував свою універсальність, ставши через чотири сезони в «Ґріззліс» лідером клубу за набраними очками, підбираннями, блокшотами, перехопленнями, кидками з гри і зі штрафної лінії й за зіграними хвилинами. А в сезоні 1999/2000 став одним із семи гравців асоціації, що робили дабл-дабл в середньому за гру. На думку деяких спортивних журналістів Абдур-Рахім навіть міг би претендувати на звання новачка року, якби провів в університеті всі чотири роки, а не один. Більшу частину кар'єри він показував себе як надійного гравця, пропустивши за перші п'ять сезонів у НБА лише 3 гри.

## Особисте життя
Шаріф Абдур-Рахім і його дружина Делісія мають двоє дітей: сина Джабріла і доньку Самію. Він заснував фонд Future Foundation, який допомагає проблемним дітям в Атланті. Також брав участь у шоу The Jamie Foxx Show разом з двома іншими гравцями НБА Гері Пейтоном і Віном Бейкером.
Попри те, що Абдур-Рахім покинув Каліфорнійський університет вже після року навчання, він продовжив свою освіту, навчаючись під час літнього міжсезоння і в перервах між іграми. Після завершення ігрової кар'єри він закінчив навчання в університеті з середнім балом 3,8 і 14 травня 2012 року здобув ступінь бакалавра в галузі соціології.

## Статистика виступів

### Статистика в коледжі
Виступи за студентську команду

### Статистика кар'єри в НБА

#### Регулярний сезон
| Сезон            | Команда                 | GP  | GS  | MPG  | FG%   | 3P%   | FT%   | RPG  | APG | SPG | BPG | PPG  |
| ---------------- | ----------------------- | --- | --- | ---- | ----- | ----- | ----- | ---- | --- | --- | --- | ---- |
| 1996–97          | Ванкувер Ґріззліс       | 80  | 71  | 35.0 | .453  | .259  | .746  | 6.9  | 2.2 | 1.0 | 1.0 | 18.7 |
| 1997–98          | Ванкувер Ґріззліс       | 82  | 82  | 36.0 | .485  | .412  | .784  | 7.1  | 2.6 | 1.1 | .9  | 22.3 |
| 1998–99          | Ванкувер Ґріззліс       | 50  | 50  | 40.4 | .432  | .306  | .841  | 7.5  | 3.4 | 1.4 | 1.1 | 23.0 |
| 1999–00          | Ванкувер Ґріззліс       | 82  | 82  | 39.3 | .465  | .302  | .809  | 10.1 | 3.3 | 1.1 | 1.1 | 20.3 |
| 2000–01          | Ванкувер Ґріззліс       | 81  | 81  | 40.0 | .472  | .188  | .834  | 9.1  | 3.1 | 1.1 | 1.0 | 20.5 |
| 2001–02          | Атланта Гокс            | 77  | 77  | 38.7 | .461  | .300  | .801  | 9.0  | 3.1 | 1.3 | 1.1 | 21.2 |
| 2002–03          | Атланта Гокс            | 81  | 81  | 38.1 | .478  | .350  | .841  | 8.4  | 3.0 | 1.1 | .5  | 19.9 |
| 2003–04          | Атланта Гокс            | 53  | 53  | 36.9 | .485  | .217  | .880  | 9.3  | 2.4 | .8  | .4  | 20.1 |
| 2003–04          | Портленд Трейл-Блейзерс | 32  | 3   | 22.8 | .447  | .364  | .832  | 4.5  | 1.5 | .8  | .6  | 10.0 |
| 2004–05          | Портленд Трейл-Блейзерс | 54  | 49  | 34.6 | .503  | .385  | .866  | 7.3  | 2.1 | .9  | .5  | 16.8 |
| 2005–06          | Сакраменто Кінґс        | 72  | 30  | 27.2 | .525  | .227  | .784  | 5.0  | 2.1 | .7  | .6  | 12.3 |
| 2006–07          | Сакраменто Кінґс        | 80  | 45  | 25.2 | .474  | .150  | .726  | 5.0  | 1.4 | .7  | .5  | 9.9  |
| 2007–08          | Сакраменто Кінґс        | 6   | 0   | 8.5  | .214  | .000  | 1.000 | 1.7  | .7  | .2  | .0  | 1.7  |
| Кар'єра          |                         | 830 | 704 | 34.8 | .472  | .297  | .810  | 7.5  | 2.5 | 1.0 | .8  | 18.1 |
| Матчі всіх зірок |                         | 1   | 0   | 21.0 | 1.000 | 1.000 | .000  | 6.0  | .0  | .0  | .0  | 9.0  |

#### Плей-оф
| Сезон   | Команда          | GP | GS | MPG  | FG%  | 3P%  | FT%  | RPG | APG | SPG | BPG | PPG |
| ------- | ---------------- | -- | -- | ---- | ---- | ---- | ---- | --- | --- | --- | --- | --- |
| 2006    | Сакраменто Кінґс | 6  | 0  | 21.5 | .535 | .000 | .600 | 4.8 | 1.2 | .3  | .0  | 9.2 |
| Кар'єра |                  | 6  | 0  | 21.5 | .535 | .000 | .600 | 4.8 | 1.2 | .3  | .0  | 9.2 |